# Silberpfeil (Lehning)
Silberpfeil – Im wilden Westen war ein Comic, der von 1957 bis 1960 im Walter Lehning Verlag erschienen ist. Zeichner des Comics, dessen Titelfigur ein Indianer war, war anfänglich Benedetto Resio, danach Walter Kellermann. 
Die Comicreihe erschien im Piccoloformat als Schwarzweißdruck. Laut Verlagsangaben betrug die Auflage pro Heft 110.000 Exemplare. Nachgedruckt wurden die ersten Exemplare der Reihe in den Jahren 1985 bis 1992 zuerst vom Comic Club Hannover, später setzte der Dargatz Verlag die Nachdrucke fort und ergänzte die Reihe um einige von Kellermann gezeichnete Abenteuer. Die ersten Hefte waren Nachdrucke der italienischen Serie Der rote Adler, die vom Walter Lehning Verlag bereits in den Jahren 1953 und 1954 veröffentlicht wurde,  mit einem veränderten, von Hansrudi Wäscher gezeichneten Titelbild. Da der italienische Lizenzgeber die Ursprungsreihe mit Band 51 abgeschlossen hatte, entschloss man sich bei Lehning, die Reihe nach Band 50 durch eigene Zeichner fortzusetzen, sodass Kellermann Resio ablöste. Kellermann hatte zuvor schon die Inhalte des italienischen Originals an die Bedürfnisse des Walter Lehning Verlags angepasst.